# Assemblea nazionale (São Tomé e Príncipe)
L'Assemblea Nazionale di São Tomé e Príncipe (in portoghese: Assembleia Nacional de São Tomé e Príncipe), è il parlamento monocamerale della Repubblica di São Tomé e Príncipe.

## Composizione
Il Parlamento di São Tomé e Príncipe è composto da 55 deputati, aventi mandato quadriennale, eletti con il sistema proporzionale in 7 circoscrizioni plurinominali. Essi rappresentano il popolo e compongono il potere legislativo del paese, esercitato appunto dall’Assemblea.